# Provincia de Huancabamba
La Provincia de Huancabamba es una de las ocho que conforman el departamento de Piura en el norte del Perú. Limita por el norte con Ecuador, por el este con el departamento de Cajamarca, por el sur con el departamento de Lambayeque y por el oeste con las provincias de Morropón y Ayabaca.
Desde el punto de vista de la jerarquía de la Iglesia católica, forma parte de la diócesis de Chulucanas.

## Historia
La provincia de Huancabamba fue creada mediante decreto del 14 de enero de 1865, cuando era presidente de la república Juan Antonio Pezet y Rodríguez de la Piedra.
Alrededor de 1480, el inca Túpac Yupanqui conquista la provincia y borra el culto a los jaguares, remplazando las costumbres y creencias de los huancapampas por nuevas formas de vida que implantan los mitimaes o colonizadores incaicos, fundando Caxas y Huancapampa (Huancabamba), haciendo de esta provincia una de las más grandes y mejores que hubo en el incanato.
En octubre de 1532, cuando se dirigía a Cajamarca, tras Atahualpa, en Pabur, Piura, Francisco Pizarro tiene noticias de dos de las primeras ciudades andinas de la región piurana que ya Atahualpa había arrebatado a Huáscar: Caxas y Huancapampa. Envía a Hernando de Soto con una avanzada de sesenta jinetes para que noticie de estos pueblos. La milicia de De Soto en Caxas encuentra el gran camino del inca que, pasando por esas poblaciones, unía Quito al Cusco, grandes edificios de piedra labrada, acequias, caños de agua para los caminantes, depósitos para abastecer a las huestes (Ejército) de Atahualpa, y una casa de vírgenes del sol o Ajllahuasi con quinientas doncellas en donde es muy posible que se haya producido el primer cruce masivo entre ambas razas. Pasa luego por Huancapampa, que era mejor y más poblada que Caxas, y regresa a Serrán, por donde estaba Pizarro para reiniciar su búsqueda del inca.
Producida la conquista española los indios de Huancabamba fueron encomendados por Pizarro a Diego Palomino, hasta por el tiempo de dos generaciones, hasta el siglo XVIII estas poblaciones fueron las que dieron origen a las primeras comunidades de indígenas huancabambinas: Cabeza, Segunda, Quispampa, Huarmaca y Forasteros.
Durante la colonia, Huancabamba que formó parte del corregimiento de Piura, mantuvo hasta cierto grado su unidad territorial y ética, a lo que contribuyó al establecimiento de anexos, haciendas, estancias y las parcialidades. Esto no ocurrió en la gran provincia incaica de Caxas que concluyó desintegrándose debido a las luchas entre Huáscar y Atahualpa y las composiciones de tierras afectadas por los españoles.
De las cinco comunidades de indígenas iníciales, desapareció la de Forasteros; las otras cuatro se mantienen, aunque dividiéndose han dado origen a otras más pequeñas. Conservan algunas formas de organización laboral y política, la mediana redición andina o curanderismo, la producción cerámica y textil en pequeña escala. El habla quechua ha desaparecido casi por completo en esta región, manifestándose solamente en forma de antropónimos y topónimos.
Siendo alcalde de Huancabamba en 1821 don José de Adrianzén, los habitantes recibieron con alborozo y esperanza las noticias de la declaración de la independencia nacional por el libertador don José de San Martín esta provincia se enorgullece que en esta gesta el general don José Miguel Medina Eléra.
El 21 de junio de 1825, Huancabamba fue elevado a distrito formando parte de la gobernación y provincia litoral de Piura.
El 11 de enero de 1828, el presidente de la república don José de La Mar decretó que «El pueblo de Huancabamba, de la provincia de Piura, departamento de la Libertad, se denominara Villa del mismo nombre».
Por ley del 30 de marzo de 1861, siendo presidente de la república el mariscal don Ramón Castilla, la provincia litoral de Piura fue elevada al departamento constituido con cuatro provincias: Piura, Paita, Tumbes (actualmente Departamento de Tumbes) y Ayabaca, designándosele a la ciudad de Huancabamba como capital de la provincia andina de Ayabaca.
Y, por la ley del 14 de enero de 1865, la Provincia de Ayabaca se dividió en dos, Ayabaca y Huancabamba, teniendo como capitales las ciudades de su nombre la provincia de Huancabamba, se creó con los distritos de Huancabamba y Huarmaca y Sondor. Posteriormente, se fueron creando los otros cinco distritos que tienen: Canchaque, Sondorillo, Carmen de la Frontera, San Miguel del Faique y Lalaquiz.

## Geografía
La provincia tiene una extensión de 4254,14 km².

## División administrativa
Se divide en ocho distritos:
1. Huancabamba
2. Canchaque
3. El Carmen de la Frontera
4. Huarmaca
5. Lalaquiz
6. San Miguel de El Faique
7. Sóndor
8. Sondorillo

## Demografía
La provincia tiene una población aproximada de ciento veinticuatro mil habitantes.

### Religión
Según cifras del censo 2007, el 89 % de la población de Huancabamba es católica, el 9 % es parte de alguna iglesia evangélica, un 1% profesa otras creencias, mientras que el 1% restante no profesa ninguna religión. Los católicos en esta provincia están representados por la diócesis de Chulucanas cuyo obispo es Daniel Thomas Turley Murphy (OSA).

## Capital
La capital de esta provincia es la ciudad de Huancabamba, ubicada sobre los 1933 m s. n. m.

## Autoridades

### Regionales
- Consejero regional
  - 2019-2022[4][5] Jorge Alejandro Neyra García, del Movimiento independiente Fuerza Regional (FR).

### Municipales
- 2019-2022
- Alcalde: Ismael Huayama Neira del partido político Democracia Directa (DD)
  - Regidores: Paul Francisco Calderón Labán (DD), Juver David Torres Alverca (DD), Sulmira Correa Bermeo (DD), Rogelio Huancas Santos (DD), Modesto Bermeo Cruz (DD), Esguar García Peña (DD), Neptalí Raúl Neyra Campos (DD); Bartolo Tiburcio Ojeda (Fuerza Regional), Walter Orlando García García (Región Para Todos), Carmen Rosa Ordóñez Guerrero (Fuerza Regional), Timoteo Farceque Manchay (APP)
- 2015-2018[6]
  - Alcalde: Marco Napoleón Velasco García, del Movimiento independiente Fuerza Regional (FR).
  - Regidores: José Abel Rivera Melendres (FR), Ernesto Efraín Vela Carrasco (FR), César Manuel Espinoza Saucedo(FR), Gabby Mabel Córdova Mezones (FR), Alcira Marino García Ordóñez (FR), Pilar Facundo Castillo (FR), Máximo Víctor Mijahuanca Campos (FR), Arminda Bermeo Torres (Movimiento de Afirmación Social - Acción), Pedro Pusma Guerrero (Movimiento de Afirmación Social - Acción), Patricia Yovany Ramírez Huamán (Fuerza Alianza para el Pogreso), Huber Martín Bobadilla Guerrero (Agro Si).

### Policiales
- Comisario: Comandante PNP

## Principales atractivos turísticos

### Sitios naturales
- Las Huaringas: Las Huaringas son catorce lagunas, de diversos tamaños y formas, consideradas potentísimas desde el punto de vista mágico terapéutico. En ellas los curanderos hacen sus ritos para la práctica de la medicina tradicional. Las más famosas son la Shimbe y la Negra o laguna del inca. Se accede por carretera desde huancabamba hasta Salalá en dos horas, y desde ahí en bestia o a pie en una hora. Se ubican al norte de Huancabamba a 4,500 m s. n. m.
- El Sitan: Cascada de unos veinte metros de altura, en la quebrada de Curlata, distrito de Sóndor. Se llega por vía carrozable en cincuenta minutos, debiéndose caminar otros 15 una belleza deslumbrante.
- Valle de los Infiernillos: a dos horas desde Huancabamba por vía carrozable, en el distrito de Sóndor, Son hondonadas y saliente producto de la erosión eólica de las lluvias, que han adquirido diversidad de formas extrañas e impresionantes.
- La Suiza Piurana: Se le llama a toda la región de Canchaque y El Faique por sus cerros y quebradas de lujuriosa vegetación. Sitio obligado en el trayecto Piura-Huancabamba. A tres horas de ambas ciudades.
- El Paso de Porculla: En el distrito de Huarmaca, cruzado por la carretera Olmos-Marañón, es el paso más bajo de la Cordillera de los Andes a 2137 m s. n. m. para unir la costa a la selva peruana.
- Los Peroles de Cascapampa: Los Peroles de Cascapampa, son un recurso natural que el viajero puede hallar al dirigirse al distrito de Sondorillo, en la provincia de Huancabamba. El nombre que presenta este recurso se debe a la forma que, con el tiempo, el agua ha dado a la roca que horada.[7]

### Sitios arqueológicos
- El Templo de los Jaguares: En Mitupampa, distrito de Sondorillo, a una hora desde Huancabamba en carro 2800 m. s. n. m.
- El Paredón: En Huancarcarpa Alto a 3400 m. s. n. m. A dos horas desde Huancabamba por carro. Ruinas con paredes de piedra que dominan las cuencas de los Ríos Quiroz, Piura y Huancabamba.

- Andenerias de Pasapampa: Donde se han encontrado los famosos platos de piedra que se exhiben en el Museo Huancabambino. 2990 m s. n. m. Quedan a dos horas y media de Huancabamba en carro.

- Casas y Baños del Inca: En el caserío de Chulucanitas bajo, en la Quebrada del Inca. Tres horas por vía carrozable.

- Ciudadela de Huarmichina: Recientemente descubierta cerca a los límites con Jaén, en el Cerro de Huarmichina.

- Ruinas de Paraton: En el distrito de Huarmaca, cerro Paratón.

## Transporte
- Huancabamba cuenta con varias empresas de transporte Interprovincial terrestre, tanto para la ciudad de Piura, Jaén, Chiclayo, Ayabaca, entre otras; el principal destino es la ciudad de Piura; para ello cuenta con algunas Empresas de minivans, como son Chule, Cavero y Transportes Cholio; Ademàs cuenta con un Aeròdromo.

## Festividades.
- 16 de julio: Virgen del Carmen

### Folclore
- Danza del los Diablicos: Son aproximadamente 500 diablicos, un burrofá, un ángel que representa el bien y el capataz representando el mal, vestidos de diferentes colores que acompaña a la Virgen del Carmen con su danza al son del clarinete, pistón y redoblante, la celebración de la festividad en honor a nuestra Señora del Carmen inicia del 6 al 21 de julio denominada la Semana Jubilar en Huancabamba. Los bailes que acompañan a los diablicos son denominados san Miguel y la lagartija.
- Rompope y diamantina: Son bebidas típicas para ocasiones de amistad y alegría. El rompope se prepara con huevos criollos, cañazo, azúcar, canela, vainilla, algarrobina, limón agrio. A la diamantina además se le agrega leche.

### Artesanía
Muy diversas se encuentran en todos los distritos; pero en Sondorillo son típicos la alfarería de ollas y tiestos, tejidos de sombreros de paja, sogas de cabuya, tejido de Anacos. En Carmen de la Frontera, la mantequilla y el queso macerado de Capulí, cría de truchas. En Canchaque el cañazo y sus macerados de frutas. En Sóndor los alfeñiques. En todas las provincias, las campesinas hacen jergas, alforjas, mantas, ponchos, bolsos y otros artículos en sus telares de cintura construidos por ellas mismas. Hay también las «fábricas de tejas».

### Platos bandera
- Cuy con papa
- Gallina con trigo
- Mashca con queso
- Trucha frita
- Ceviche de carne (única localidad en que se prepara este plato exquisito)

## Educación

### Universidad
La Provincia de Huancabamba tiene a la Universidad Nacional de Huancabamba, creada en el 2025, aun en proceso.

### Colegios
Instituciones educativas de nivel secundario:
- Agropecuario N.º 13
- Inca Pachacutec
- María Inmaculada
- San Francisco de Asís

Instituciones educativas de nivel primario:
- Virgen del Carmen n.º 14409
- Virgen de las Mercedes n.º 14408
- Ramón Castilla n.º 14418

Instituciones educativas de nivel inicial:
- I. E. Inicial 204